# O Porteiro
O Porteiro é um filme brasileiro roteirizado e dirigido por Paulo Fontenelle, e estrelado por Alexandre Lino. O longa é inspirado na peça teatral homônima de Paulo Fontenelle, que também conduz o filme. O filme foi produzido pela Bronze Filmes, coproduzido pela Kimonos, Cineteatro e distribuído pela Imagem Filmes e teve sua estreia em 31 de agosto de 2023 nos cinemas brasileiros.

## Elenco[4]
- Alexandre Lino - Waldisney
- Cacau Protásio - Rosivalda
- Daniela Fontan - Laurizete
- Bruno Ferrari - Síndico Astolfo
- Heitor Martinez - Gustavo
- Suely Franco - Dona Alzira
- Rosane Gofman - Dona Adelaide
- Aline Riscado - Dona Ana
- Raissa Chaddad - Amanda
- Andréa Veiga - Dona Regina
- Juliana Martins - Dona Ana
- José Aldo